# Needle Tower
Needle Tower (Игольная башня, Башня-игла) — публичное произведение искусства американского скульптора Кеннета Снелсона, расположенное снаружи музея и сада скульптур Хиршхорн в Вашингтоне, округ Колумбия, США.

## Описание
Эта чрезвычайно высокая абстрактная скульптура представляет собой башню конической формы из алюминия и нержавеющей стали. Алюминиевые трубки находятся под постоянным воздействием сил сжатия, которые создаются тросами из нержавеющей стали, продетыми через концы трубок и сильно натянутыми между ними.

## Приобретение
Это произведение искусства было получено в подарок от Джозефа Хиршхорна в 1974 году.

## Тенсегрити
Структурный стиль, использованный для создания этой скульптуры, называется «тенсегрити» — именно так описал этот тип структуры бывший профессор Снелсона Бакминстер Фуллер, что отражает сочетание слов «напряжение» (tension) и «структурная целостность» (structural integrity). По словам Снелсона: 
Тенсегрити описывает замкнутую структурную систему, состоящую из трех или более вытянутых стержней под действием сил сжатия и сети жил под действием сил растяжения, соединенных таким образом, что стержни не касаются друг друга, а вместо этого создают направленное наружу давление на узловые точки в сети натяжения, тем самым образуя устойчивый, триангулированный, предварительно напряженный объект под действием сил натяжения и сжатия. 

## Символика

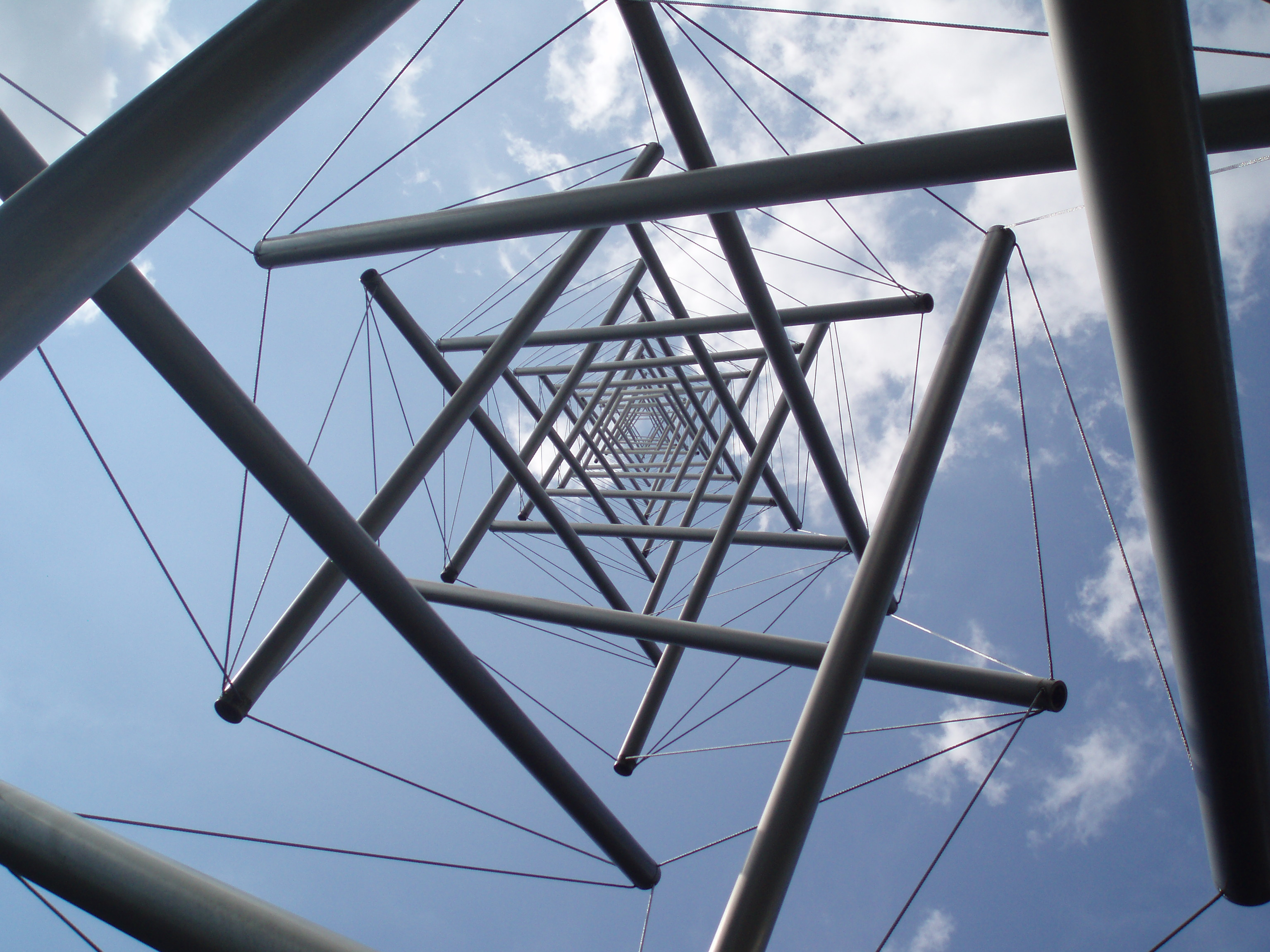
Шестиконечная звезда, видимая снизу Башни-иглы

О геометрических фигурах в произведениях Снелсона было сказано много. В частности, если смотреть снизу вверх, стоя внутри Needle Tower, можно увидеть звезду Давида. По словам самого Снелсона, его произведения на самом деле не имеют какой-либо конкретной символики, и шестиугольные звезды или кресты не является чем-то необычным для его скульптур. В Needle Tower шестиугольники являются всего-лишь следствием естественной геометрии трех соединенных тросом трубок, которые образуют каждый отдельный слой башни. Каждый второй слой из трех трубок имеет противоположное винтовой направление по сравнению с предыдущим, поэтому визуально кажется, что каждые шесть трубок формируют шесть концов шестиугольной звезды, если смотреть вверх от основания башни.

## Консервация
В апреле 2010 года музей Хиршхорна завершил работу по консервации скульптуры. После завершения консервации, для того, чтобы снова поставить башню вертикально, понадобилось 15 работников музея (ее ставили вручную, без использования техники).

## Needle Tower II
Вторая башня Needle Tower, Needle Tower II была завершена в 1968 году и приобретена музеем Креллер-Мюллера в 1971 году. Произведение находится в саду скульптур музея.